# Sargocentron spiniferum
Espèce
Sargocentron spiniferum, appelé poisson-écureuil géant ou Grand écureuil de mer ou encore poisson-écureuil à épine, est une espèce de poissons de la famille  des holocentridés.

## Description
Le poisson-écureuil géant a une épine venimeuse sur les opercules de ses ouïes.

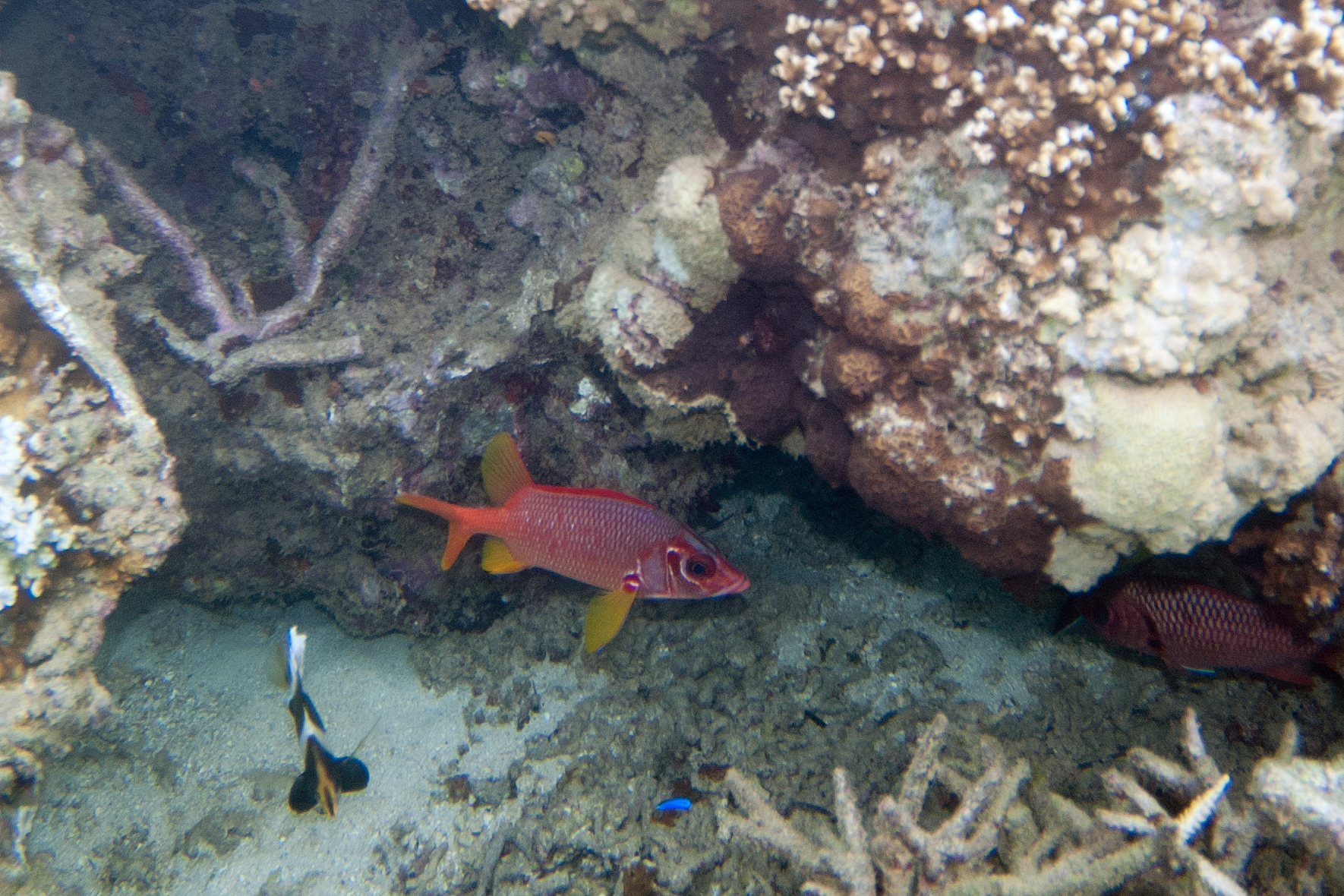
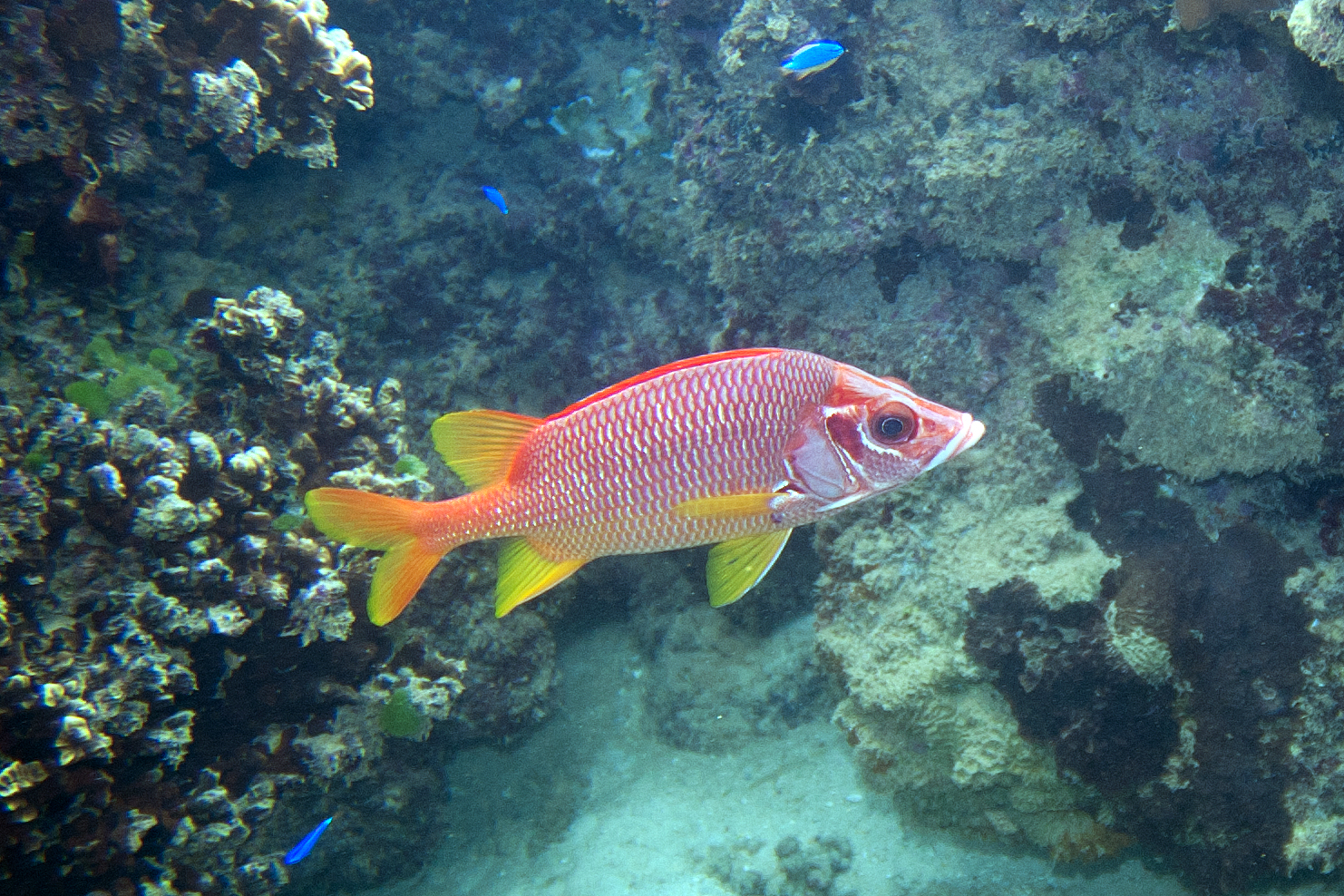
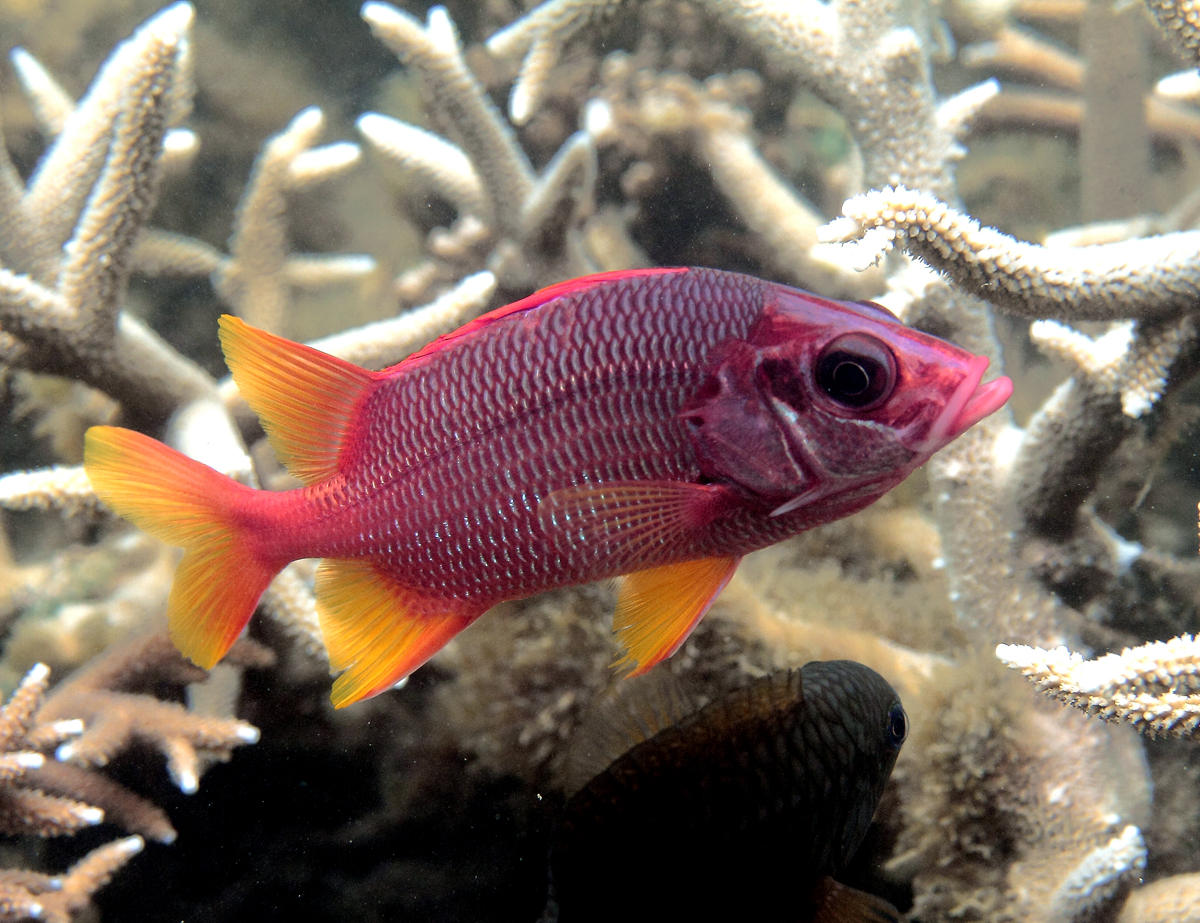
Île de la Réunion
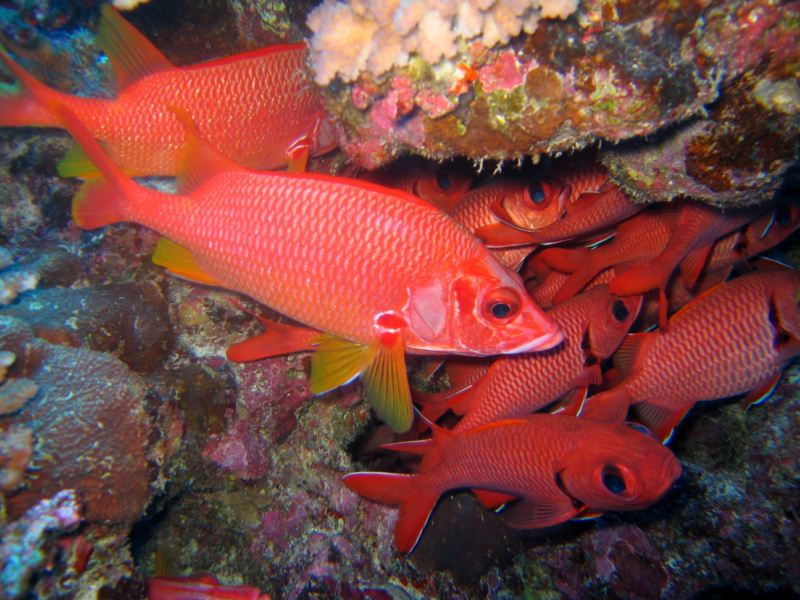
Mer rouge
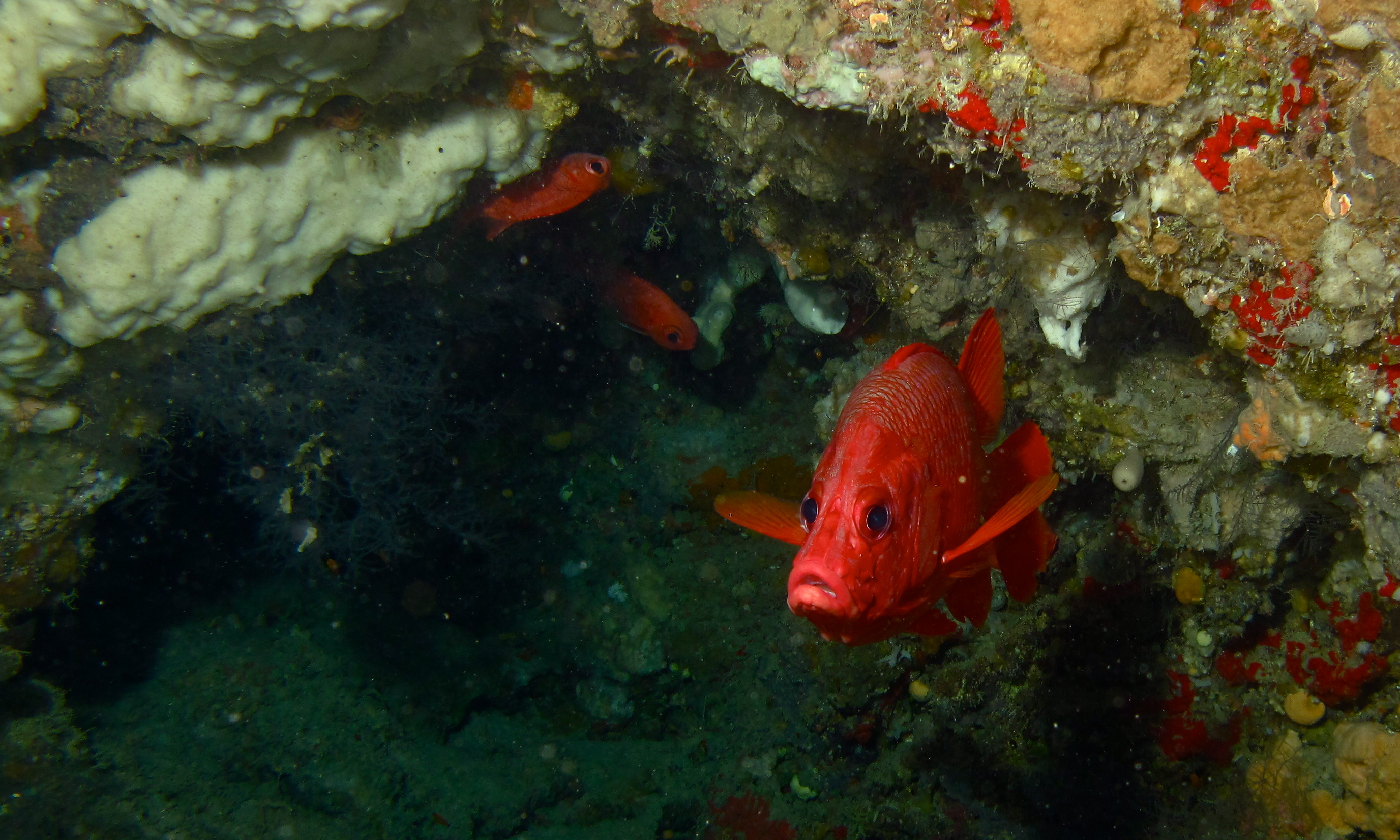